# گریگور دیمیتروف
گریگور دیمیتروف (به بلغاری: Григор Димитров) (زادهٔ ۱۶ مهٔ ۱۹۹۱ در هاسکوفو) تنیسور اهل کشور بلغارستان است.

## آغاز زندگی
گریگور دیمیتروف متولد ۱۶ مه۱۹۹۱ در شهر هاسکوفو، یک تنیسور اهل کشور بلغارستان می‌باشد. پدرش مربی تنیس و مادرش بازیکن سابق والیبال است. دیمیتروف در سن پنج سالگی و تحت مربی گری پدرش تنیس را آغاز کرد و در شانزده سالگی تبدیل به بازیکن حرفه ای تنیس شد. در سال ۲۰۰۷، دیمیتروف به آکادمی «سانچز کاسال» پیوست و در آنجا تحت رهبری «امیلیو سانچز» و «پاتو آلووارز» آموزش دید. یک سال بعد، دیمیتروف به شهر پاریس در کشور فرانسه نقل مکان کرد، جایی که به آکادمی تنیس «پاتریک موراتوگلو» پیوست و چهار فصل بعدی را در آنجا گذراند.

## زندگی شخصی
دیمیتروف در اواخر سال ۲۰۱۲ ملاقات با ماریا شاراپووا تنیسور روسی را آغاز کرد. او و ماریا روابط عاشقانه خود را بعد از مسابقات مسترز مادرید در سال ۲۰۱۳ تأیید کردند و در ژوئیه ۲۰۱۵ بعد از نزدیک به سه سال به روابط عاشفانه خود پایان دادند. دیمیتروف در ابتدای سال ۲۰۱۶ ملاقات با نیکول شرزینگر خواننده زن آمریکایی را آغاز کرد و در نهایت در سال ۲۰۱۹ این دوتا از هم جدا شدند. او علاوه بر بلغاری بومی به زبان‌های انگلیسی و فرانسوی نیز صحبت می‌کند و می‌گوید علاقه اصلی او به ورزش، ماشین، رایانه و ساعت است.

## عنوان‌های حرفه ای
گریگور دیمیتروف تاکنون موفق به کسب هشت عنوان انفرادی شده‌است که از مهم‌ترین آن‌ها می‌توان به قهرمانی در مسابقات پایانی تور تنیس مردان در نوامبر ۲۰۱۷ و مسترز ۱۰۰۰ امتیازی سینسیناتی در اوت ۲۰۱۷ اشاره کرد.